# Julbocken (sång)

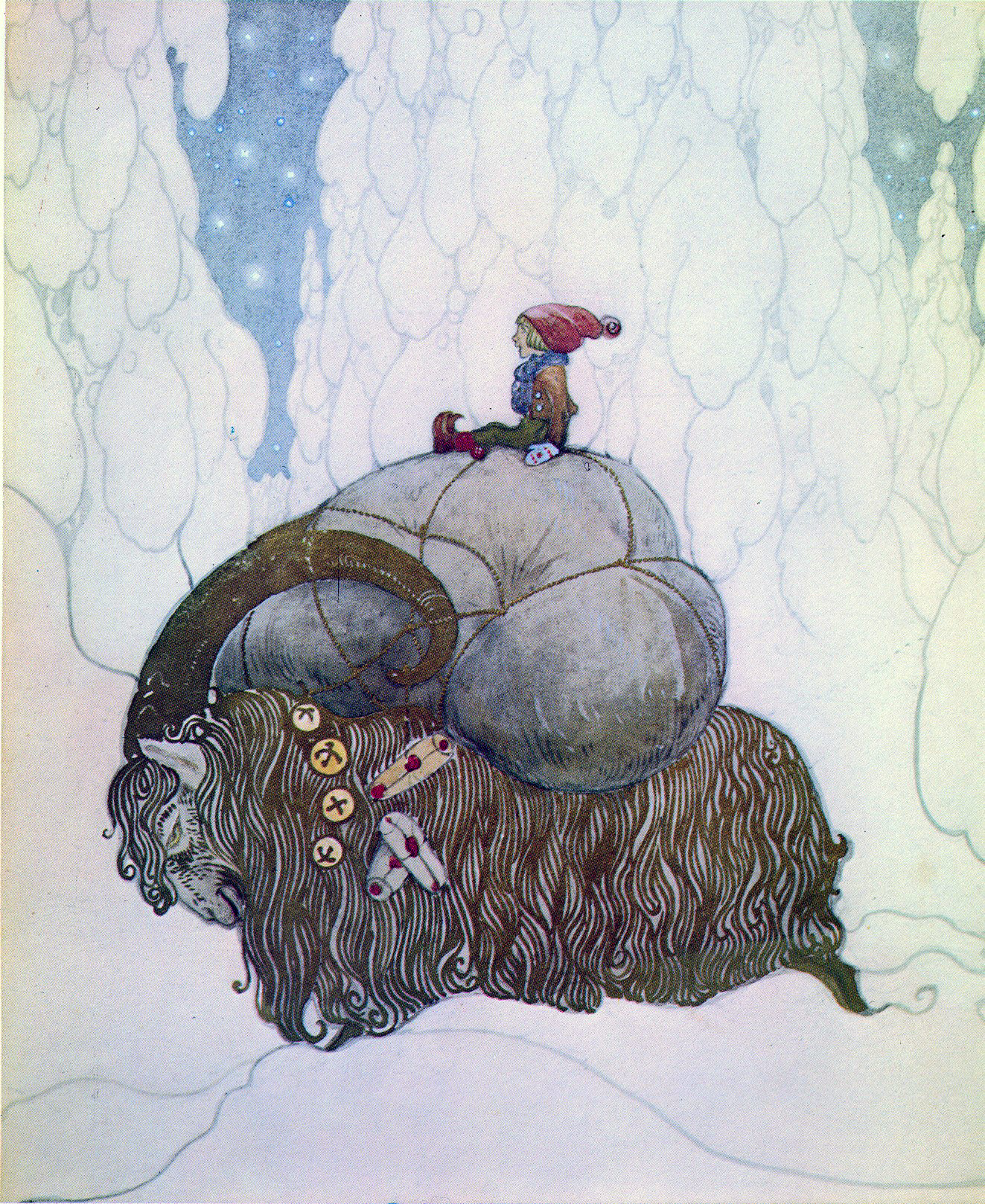
Sången är från en tid då det fortfarande på många håll var julbocken som kom med paketen, inte jultomten som senare.

"Julbocken", med inledningsorden "En jul när mor var liten", är en julsång skriven av Alice Tegnér. Sången beskriver en tid då julbocken ännu var vanligare än Jultomten som julklappsutdelare på många håll i Sverige. Här beskrivs hur julbocken en jul kom och gav paket – en docka till "mor", som då var barn och blev rädd då bocken hoppade, och en trumma och en trumpet till "mors bror". När bocken är gammal kommer han till "mor", som nu själv fått barn.

## Tryckta utgåvor (i urval)
- Sjung med oss, Mamma! 6, 1913

## Inspelningar
En inspelning gjordes av Alice Babs i Stockholm i november 1963. En annan inspelning gjordes av elever ur Stockholms musikgymnasium och musikklasser på albumet God morgon, mitt herrskap från 1972. Sången finns också insjungen på skiva av Anita Lindblom på julalbumet Jul med tradition från 1975.